# Echiniscoides andamanensis
Echiniscoides andamanensis is een soort in de taxonomische indeling van de beerdiertjes (Tardigrada). 
Het diertje behoort tot het geslacht Echiniscoides en behoort tot de familie Echiniscoididae. De wetenschappelijke naam van de soort werd voor het eerst geldig gepubliceerd in 1998 door Chang & Rho.